# Cyril Ramaphosa
Matamela Cyril Ramaphosa (Soweto, 17 novembre 1952) è un avvocato, politico e sindacalista sudafricano, in carica come capo di Stato dal 15 febbraio 2018.

## Biografia
Riconosciuto come un formidabile negoziatore e stratega, contribuì a rendere l'Unione Nazionale dei Minatori il più grande e importante sindacato sudafricano.
"C'è una foto che mostra Ramaphosa al primo discorso di Mandela il giorno della liberazione, la grande festa a Città del Capo. In giacca e cravatta, il sindacalista dei minatori tiene il microfono al leader, mentre accanto un gruppo di ragazzi neri in maglietta bianca si allungano verso di loro speranzosi e incuriositi. Da lì in poi per alcuni anni Cyril, appena quarantenne, fu l'ombra del Vecchio. Aveva la sua agenda. Era il suo capo negoziatore con i bianchi". Giocò un ruolo fondamentale, assieme a Roelf Meyer del National Party, nei negoziati che posero fine al regime di apartheid e che portarono alle prime elezioni democratiche del 1994.
Dopo la mancata successione a Mandela, si era ritirato dalla politica, per poi rientrarvi nel 2012 accettando la carica di vice segretario dell'ANC: del partito sarebbe poi divenuto segretario generale nel 2017, ottenendo al congresso nazionale "2.440 voti contro i 2.261 della sfidante Nkosazana Dlamini-Zuma, ex moglie di Jacob Zuma".
Il 10 febbraio 2020 Cyril Ramaphosa ha assunto la presidenza dell'Unione Africana, succedendo a Abdel Fattah al-Sisi. Il 12 dicembre 2021 Ramaphosa è risultato positivo al test per il COVID-19 e ha delegato le funzioni al suo vice David Mabuza.
Il 22-24 agosto 2023 Ramaphosa ha presieduto il XV vertice BRICS che si è tenuto a Johannesburg.
Sotto la sua guida, in seguito alle elezioni parlamentari del 2024, il Congresso Nazionale Africano (ANC), nonostante il suo ruolo fondamentale sia nel porre fine all’apartheid che a guidare successivamente il paese, ha perso per la prima volta la maggioranza assoluta dei seggi in Assemblea nazionale. Ciononostante, il 14 giugno 2024, grazie all’appoggio di altri partiti, tra cui Alleanza Democratica (DA) e Partito della Libertà Inkata (IFP), viene rieletto a capo del paese.
Nell'ottobre 2024, la Corte costituzionale del Sud Africa ha annunciato che avrebbe preso una decisione a novembre, in merito a una denuncia presentata da due partiti di opposizione per riavviare la procedura di impeachment contro Cyril Ramaphosa, per un importo di oltre 500.000 dollari USA, in contanti che erano stati nascosto in un divano nel suo ranch e poi rubato.

## Premi
- Nel 1995 ha ricevuto il Premio Colombe d'Oro per la Pace da parte dell'Istituto di Ricerche Internazionali Archivio Disarmo[19].